# Попіль Іван Ігорович
Іва́н І́горович По́піль (1994—2015) — молодший сержант Міністерства внутрішніх справ України, учасник російсько-української війни.

## Життєпис
Іван Попіль народився 20 січня 1994 року в с. Воютичі Самбірського району Львівської області.
У 2010 році Іван закінчив 9 клас Воютицької школи і вступив у Самбірський технікум інформатики та економіки на відділення «Комерційна діяльність».
29 червня 2012 року, відразу після випускного вечора, Іван влаштувався на роботу у «Sambir-pab» в місті Самборі, де пропрацював до листопада, до служби в армії. Також у 2012 р. поступив у Львівський національний університет ім. І.Франка на заочне відділення економічного факультету.
5 листопада 2012 року Попіль Іван став солдатом-строковиком Галицької окремої бригади внутрішніх військ в/ч 3002 м. Львова. Після прийняття присяги 1 грудня 2012 р. став солдатом автомобільної роти. Щоб поєднати службу в армії з навчанням у ЛНУ ім. І.Франка, 28 лютого 2013 р. Іван підписав контракт.
29 вересня 2014 року Попіль Іван Ігорович у складі 2 батальйону національної гвардії України вирушив на схід України в зону АТО, м. Дебальцево, що на кордоні Донецької та Луганської областей.
Після короткотриваї ротації і перебування вдома, 2 січня 2015 року Іван знову вирушив з побратимами у зону АТО.
6 березня 2015 року Іван повернувся додому, 11 травня знову вирушив у зону АТО.
17 травня 2015-го загинув внаслідок підриву на фугасі автомобіля «УАЗ», що рухався по ґрунтовій дорозі до села Троїцьке Попаснянського району. У автомобілі військовики та волонтери розвозили гуманітарну допомогу на передову лінію. Тоді ж загинули полковник Андрій Соколенко, волонтери Володимир Боднар та Геннадій Євдокименко, вижив тільки волонтер Андрій Романчак (з опіками 70 % поверхні тіла).
Без Івана лишилися мама, батько, сестра, бабуся.
Похований в селі Заріччя (Воютицька сільська рада), Самбірський район.

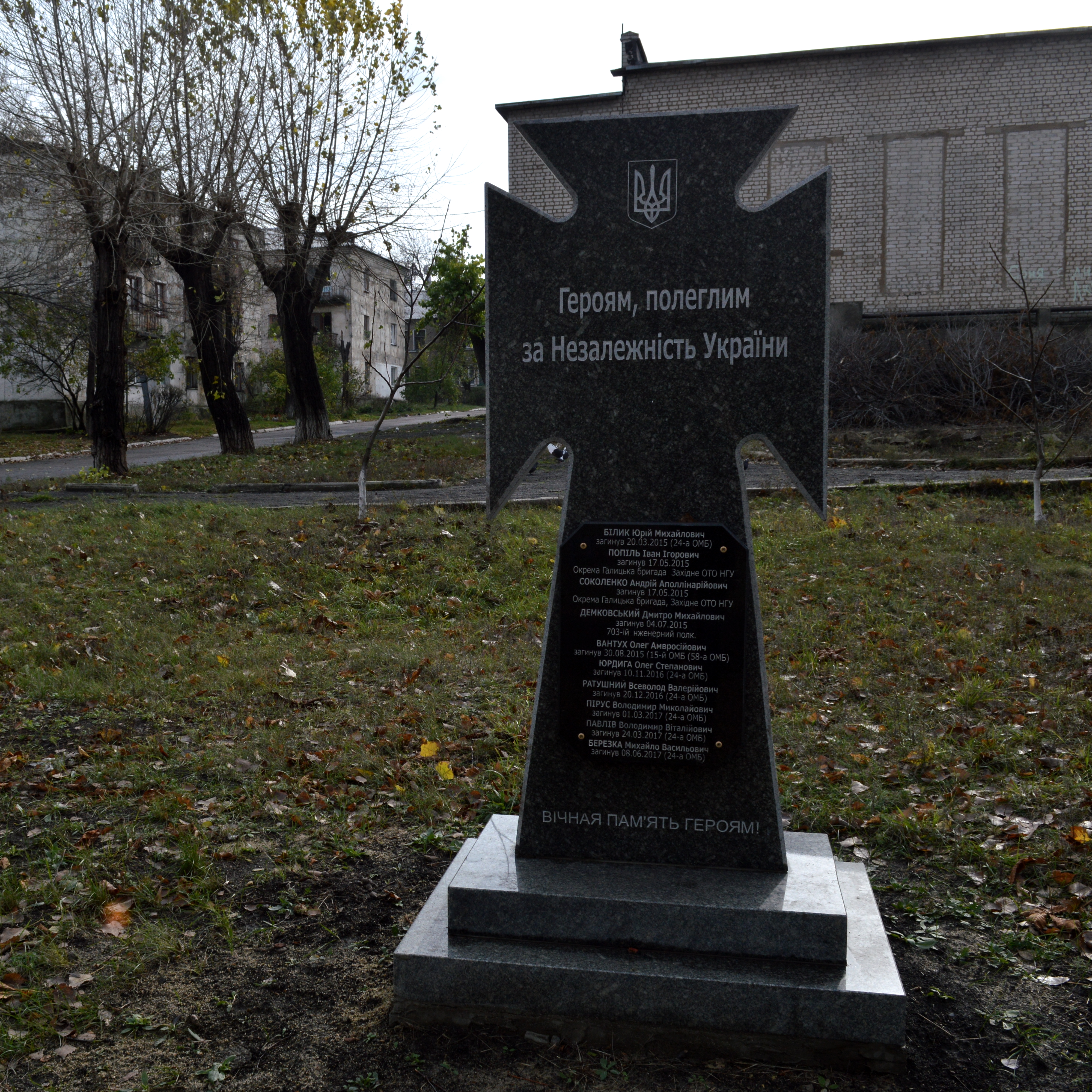
Пам'ятник загиблим українським воякам у селищі Новотошківське.

### Нагороди та вшанування
За особисту мужність і героїзм, виявлені у захисті державного суверенітету та територіальної цілісності України, вірність військовій присязі під час російсько-української війни, відзначений — нагороджений
- 13 серпня 2015 року — орденом «За мужність» III ступеня (посмертно).
- у Самбірському технікумі відкрито меморіальну дошку Івану Попелю
- на фасаді Воютицької сільської ради відкрито меморіальні дошки Івану Попелю та Ігорю Бжостовському.